# Nibyjagoda
Nibyjagoda – typ owocu podobny do jagody. Powstaje z zalążni oraz innych części kwiatu. Nibyjagodą są np. owoce dyni i porzeczki.